# Die 500 besten Songs aller Zeiten
Die 500 besten Songs aller Zeiten (englisch: The 500 Greatest Songs of All Time) ist eine ursprünglich 2004 von der US-amerikanischen Musikzeitschrift Rolling Stone veröffentlichte Liste mit 500 Liedern. Plattenlabels und Künstler weisen häufig auf ihre Platzierung in der Liste hin.
Wie auch schon bei der bereits 2003 veröffentlichten Liste The 500 Greatest Albums of All Time gab es auch auf die Veröffentlichung dieser Liste hin heftige Kontroversen. Fans von nicht berücksichtigten Gruppen beschwerten sich – vor allem die Freunde von Hip-Hop und neuerer Popmusik. Besonders auffällig erschien den Enttäuschten, dass Liedtitel bzw. Bandname der ersten zwei Plätze namentlich einen direkten Bezug zum Titel der Zeitschrift aufweisen. Besonders wurde außerdem negativ kritisiert, dass Stairway to Heaven (Led Zeppelin) nur Platz 31 und Bohemian Rhapsody (Queen) nur Platz 163 belegt. Smoke on the Water (Deep Purple) erreichte Platz 426, Comfortably Numb (Pink Floyd) Platz 321.
Das älteste Lied in der Liste ist Rollin' Stone von Muddy Waters aus dem Jahr 1950 auf Platz 459. Das neueste Lied ist Hey Ya! von OutKast aus dem Jahr 2003 auf Platz 180. Die am häufigsten vertretenen Interpreten sind die Beatles mit 23 Liedern. La Bamba auf Platz 354 ist das einzige nicht-englischsprachige Lied in der Liste.
Mit 202 Liedern stammen die meisten aus den 1960ern. 144 stammen aus den 1970ern, 72 aus den 1950ern, 55 aus den 1980ern, 24 aus den 1990ern und drei aus den 2000er-Jahren.

## Entstehung
Die gesamte Liste wurde von Musikern, Produzenten und Kritikern, die eine Jury von insgesamt 172 Personen bildeten, gewählt. Jeder konnte 50 Stimmen abgeben, welche Lieder (nach dessen Meinung) die wichtigsten der gesamten Musikgeschichte sind/waren. Mit abgestimmt haben unter anderen Ozzy Osbourne, Art Garfunkel, Elvis Costello, Joni Mitchell und Berry Gordy.

## Neuauflage der Liste 2010
Die Zeitschrift veröffentlichte 2010 eine aktualisierte Liste. Bei dieser sind die Top 25 unverändert. Der einzige neue Song in den Top 100 ist Crazy von Gnarls Barkley, ansonsten gab es in der Top 100 nur einige kleinere Änderungen in der Reihenfolge.

## Neuauflage der Liste 2021
Im September 2021 wurde die Liste unter Berücksichtigung von aktuelleren Titeln erneut überarbeitet.

## Neuauflage der Liste 2024
Im Februar 2024 wurde die Liste unter Berücksichtigung von aktuelleren Titeln erneut überarbeitet.

## Die jeweils ersten 100 Plätze der Listen
| Platzierung | Platzierung | Platzierung | Titel                                      | Interpret                            | VÖ-Datum | Anmerkungen | Label          |
| 2004        | 2010        | 2021        | Titel                                      | Interpret                            | VÖ-Datum | Anmerkungen | Label          |
| ----------- | ----------- | ----------- | ------------------------------------------ | ------------------------------------ | -------- | --- | -------------- |
| 1           | 1           | 4           | Like a Rolling Stone                       | Bob Dylan                            | 1965/07  | Autor: Bob Dylan Produzent: Tom Wilson | Columbia       |
| 2           | 2           | 31          | (I Can’t Get No) Satisfaction              | The Rolling Stones                   | 1965/05  | Autoren: Mick Jagger, Keith Richards Produzent: Andrew Loog Oldham | London         |
| 3           | 3           | 19          | Imagine                                    | John Lennon                          | 1971/10  | Autor und Produzent: John Lennon Produzenten: Phil Spector, Yoko Ono | Apple          |
| 4           | 4           | 6           | What’s Going On                            | Marvin Gaye                          | 1971/02  | Autor und Produzent: Marvin Gaye Autoren: Renaldo Benson, Al Cleveland | Tamla          |
| 5           | 5           | 1           | Respect                                    | Aretha Franklin                      | 1967/04  | Autor: Otis Redding Produzent: Jerry Wexler | Atlantic       |
| 6           | 6           | 53          | Good Vibrations                            | The Beach Boys                       | 1966/10  | Autoren: Brian Wilson, Mike Love Produzent: Brian Wilson | Capitol        |
| 7           | 7           | 33          | Johnny B. Goode                            | Chuck Berry                          | 1958/04  | Autor: Chuck Berry Produzenten: Leonard Chess, Phil Chess | Chess          |
| 8           | 8           | 89          | Hey Jude                                   | The Beatles                          | 1968/08  | Autoren: John Lennon, Paul McCartney Produzent: George Martin | Apple          |
| 9           | 9           | 5           | Smells Like Teen Spirit                    | Nirvana                              | 1991/09  | Autor: Kurt Cobain Produzent: Butch Vig | DGC            |
| 10          | 10          | 80          | What’d I Say                               | Ray Charles                          | 1959/06  | Autor: Ray Charles Produzenten: Ahmet Ertegün, Jerry Wexler | Atlantic       |
| 11          | 11          | 232         | My Generation                              | The Who                              | 1965/11  | Autor: Pete Townshend Produzent: Shel Talmy | Decca          |
| 12          | 12          | 3           | A Change Is Gonna Come                     | Sam Cooke                            | 1964/12  | Autor: Sam Cooke Produzenten: Hugo Peretti, Luigi Creatore | RCA            |
| 13          | 13          | 72          | Yesterday                                  | The Beatles                          | 1965/09  | Autoren: John Lennon, Paul McCartney Produzent George Martin | Capitol        |
| 14          | 14          | 100         | Blowin’ in the Wind                        | Bob Dylan                            | 1963/05  | Autor: Bob Dylan Produzent: John Hammond | Columbia       |
| 15          | 15          | 143         | London Calling                             | The Clash                            | 1980/01  | Autoren: Mick Jones, Joe Strummer Produzent: Guy Stevens | Epic           |
| 16          | 16          | 15          | I Want to Hold Your Hand                   | The Beatles                          | 1963/12  | Autoren: John Lennon, Paul McCartney Produzent George Martin | Capitol        |
| 17          | 17          | 250         | Purple Haze                                | The Jimi Hendrix Experience          | 1967/03  | Autor: Jimi Hendrix Produzent: Chas Chandler | Reprise        |
| 18          | 18          | 102         | Maybellene                                 | Chuck Berry                          | 1955/07  | Autor: Chuck Berry Produzenten: Leonard Chess, Phil Chess | Chess          |
| 19          | 19          | —           | Hound Dog                                  | Elvis Presley                        | 1956/07  | Autoren: Jerry Leiber, Mike Stoller Produzent: Steve Sholes | RCA            |
| 20          | 20          | 121         | Let It Be                                  | The Beatles                          | 1970/03  | Autoren: John Lennon, Paul McCartney Produzent George Martin | Capitol        |
| 21          | 21          | 27          | Born to Run                                | Bruce Springsteen                    | 1975/08  | Autor und Produzent: Bruce Springsteen Produzent: Mike Appel | Columbia       |
| 22          | 22          | 22          | Be My Baby                                 | The Ronettes                         | 1963/08  | Autoren: Jeff Barry, Ellie Greenwich Autor und Produzent: Phil Spector | Philles        |
| 23          | 23          | 98          | In My Life                                 | The Beatles                          | 1965/12  | Autoren: John Lennon, Paul McCartney Produzent George Martin | Capitol        |
| 24          | 24          | 122         | People Get Ready                           | The Impressions                      | 1965/01  | Autor: Curtis Mayfield Produzent: Johnny Pate | ABC-Paramount  |
| 25          | 25          | 11          | God Only Knows                             | The Beach Boys                       | 1966/05  | Autoren: Brian Wilson, Tony Asher Produzent: Brian Wilson | Capitol        |
| 28          | 26          | 38          | (Sittin’ On) The Dock of the Bay           | Otis Redding                         | 1968/01  | Autoren: Otis Redding, Steve Cropper Produzent: Steve Cropper | Volt           |
| 27          | 27          | 224         | Layla                                      | Derek and the Dominos                | 1970/11  | Autoren: Eric Clapton, Jim Gordon Produzenten: Tom Dowd, The Dominos | Atco           |
| 26          | 28          | 24          | A Day in the Life                          | The Beatles                          | 1967/06  | Autoren: John Lennon, Paul McCartney Produzent George Martin | Capitol        |
| 29          | 29          | 447         | Help!                                      | The Beatles                          | 1965/07  | Autoren: John Lennon, Paul McCartney Produzent George Martin | Capitol        |
| 30          | 30          | 76          | I Walk the Line                            | Johnny Cash                          | 1956/08  | Autor: Johnny Cash Produzent: Sam Phillips | Sun            |
| 31          | 31          | 61          | Stairway to Heaven                         | Led Zeppelin                         | 1971/11  | Autoren: Jimmy Page, Robert Plant Produzent: Jimmy Page | Atlantic       |
| 32          | 32          | 106         | Sympathy for the Devil                     | The Rolling Stones                   | 1968/12  | Autoren: Mick Jagger, Keith Richards Produzent: Jimmy Miller | London         |
| 33          | 33          | 221         | River Deep – Mountain High                 | Ike & Tina Turner                    | 1966/05  | Autor und Produzent: Phil Spector Autoren: Jeff Barry, Ellie Greenwich | Philles        |
| 34          | 34          | —           | You’ve Lost That Lovin’ Feelin’            | The Righteous Brothers               | 1964/12  | Autor und Produzent: Phil Spector Autoren: Barry Mann, Cynthia Weil | Philles        |
| 35          | 35          | 310         | Light My Fire                              | The Doors                            | 1967/06  | Autoren: Robby Krieger, John Densmore, Jim Morrison, Ray Manzarek Produzent: Paul Rothchild | Elektra        |
| 36          | 36          | 62          | One                                        | U2                                   | 1991/11  | Autoren: Bono, The Edge, Adam Clayton, Larry Mullen, Jr. Produzenten: Brian Eno, Daniel Lanois | Island         |
| 37          | 37          | 140         | No Woman, No Cry                           | Bob Marley                           | 1975/05  | Autoren: Vincent Ford, Bob Marley Produzenten: Chris Blackwell, The Wailers | Island         |
| 38          | 38          | 13          | Gimme Shelter                              | The Rolling Stones                   | 1969/04  | Autoren: Mick Jagger, Keith Richards Produzent: Jimmy Miller | London         |
| 39          | 39          | 124         | That’ll Be the Day                         | Buddy Holly and the Crickets         | 1957/05  | Autoren: Jerry Allison, Buddy Holly Autor und Produzent: Norman Petty | Brunswick      |
| 40          | 40          | 130         | Dancing in the Street                      | Martha Reeves and the Vandellas      | 1964/09  | Autoren: Marvin Gaye, Ivy Hunter Autor und Produzent: William „Mickey“ Stevenson | Gordy          |
| 41          | 41          | 58          | The Weight                                 | The Band                             | 1968/08  | Autor: Robbie Robertson Produzent: John Simon | Capitol        |
| 42          | 42          | 14          | Waterloo Sunset                            | The Kinks                            | 1968/02  | Autor und Produzent: Ray Davies | Reprise        |
| 43          | 43          | 35          | Tutti-Frutti                               | Little Richard                       | 1955/12  | Autoren: Dorothy La Bostrie, Richard Penniman Produzent: Robert „Bumps“ Blackwell | Specialty      |
| 44          | 44          | 283         | Georgia on My Mind                         | Ray Charles                          | 1960/09  | Autoren: Hoagy Carmichael, Stuart Gorrell Produzent: Sid Feller | ABC-Paramount  |
| 45          | 45          | 347         | Heartbreak Hotel                           | Elvis Presley                        | 1956/01  | Autoren: Mae Boren Axton, Tommy Durden, Elvis Presley Produzent: Steve Sholes | RCA            |
| 46          | 46          | 23          | “Heroes”                                   | David Bowie                          | 1977/09  | Autoren: David Bowie, Brian Eno Produzent: Tony Visconti | RCA            |
| 48          | 47          | 40          | All Along the Watchtower                   | The Jimi Hendrix Experience          | 1968/09  | Autor: Bob Dylan Produzent: Jimi Hendrix | Reprise        |
| 47          | 48          | 66          | Bridge over Troubled Water                 | Simon & Garfunkel                    | 1970/02  | Autor und Produzent: Paul Simon Produzenten: Art Garfunkel, Roy Halee | Columbia       |
| 49          | 49          | 311         | Hotel California                           | The Eagles                           | 1976/12  | Autoren: Don Felder, Glenn Frey, Don Henley Produzent: Bill Szymczyk | Asylum         |
| 50          | 50          | 54          | The Tracks of My Tears                     | Smokey Robinson and the Miracles     | 1965/06  | Autor und Produzent: William Robinson Autoren: Pete Moore, Marv Tamplin | Tamla          |
| 51          | 51          | 59          | The Message                                | Grandmaster Flash & the Furious Five | 1982/05  | Autoren: Duke Bootee, Melle Mel Produzent: Sylvia Robinson | Sugar Hill     |
| 52          | 52          | 37          | When Doves Cry                             | Prince                               | 1984/06  | Autor und Produzent: Prince | Warner Bros.   |
| 54          | 53          | —           | When a Man Loves a Woman                   | Percy Sledge                         | 1966/03  | Autoren: Calvin Lewis, Andrew Wright Produzenten: Marlin Greene, Quin Ivy | Atlantic       |
| 55          | 54          | 156         | Louie Louie                                | The Kingsmen                         | 1963/06  | Autor: Richard Berry Produzent: Ken Chase | Jerden         |
| 56          | 55          | —           | Long Tall Sally                            | Little Richard                       | 1956/03  | Autor und Produzent: Robert „Bumps“ Blackwell Autoren: Enotris Johnson, Little Richard | Specialty      |
| 53          | 56          | 125         | Anarchy in the U. K.                       | Sex Pistols                          | 1976/11  | Autoren: Paul Cook, Steve Jones, Glen Matlock, Johnny Rotten Produzenten: Chris Thomas, Bill Price | Warner Bros.   |
| 57          | 57          | 271         | A Whiter Shade of Pale                     | Procol Harum                         | 1967/06  | Autoren: Keith Reid, Gary Brooker Produzent: Denny Cordell | A&M            |
| 58          | 58          | 44          | Billie Jean                                | Michael Jackson                      | 1983/01  | Autor: Michael Jackson Produzenten: Quincy Jones, Michael Jackson | Epic           |
| 59          | 59          | —           | The Times They Are a-Changin’              | Bob Dylan                            | 1964/01  | Autor: Bob Dylan Produzent: Bob Johnston | Columbia       |
| 60          | 60          | 84          | Let’s Stay Together                        | Al Green                             | 1971/12  | Autoren: Al Green, Al Jackson, Jr. Autor und Produzent: Willie Mitchell | Hi             |
| 61          | 61          | —           | Whole Lotta Shakin’ Goin’ On               | Jerry Lee Lewis                      | 1957/06  | Autoren: Dave Williams, Roy Hall Produzent: Jack Clement | Sun            |
| 62          | 62          | 277         | Bo Diddley                                 | Bo Diddley                           | 1955/04  | Autor: Ellas McDaniel Produzenten: Leonard Chess, Phil Chess | Checker        |
| 63          | 63          | —           | For What It’s Worth                        | Buffalo Springfield                  | 1967/02  | Autor: Stephen Stills Produzenten: Charles Greene, Brian Stone | Atco           |
| 64          | 64          | 135         | She Loves You                              | The Beatles                          | 1963/09  | Autoren: John Lennon, Paul McCartney Produzent: George Martin | Swan           |
| 65          | 65          | —           | Sunshine of Your Love                      | Cream                                | 1968/01  | Autoren: Jack Bruce, Pete Brown, Eric Clapton Produzent: Felix Pappalardi | Atco           |
| 66          | 66          | 42          | Redemption Song                            | Bob Marley and the Wailers           | 1980/06  | Autor: Bob Marley Produzent: Chris Blackwell | Island         |
| 67          | 67          | 216         | Jailhouse Rock                             | Elvis Presley                        | 1957/10  | Autoren: Jerry Leiber, Mike Stoller Produzent: Steve Sholes | RCA            |
| 68          | 68          | 67          | Tangled Up in Blue                         | Bob Dylan                            | 1975/01  | Autor und Produzent: Bob Dylan | Columbia       |
| 69          | 69          | 461         | Crying                                     | Roy Orbison                          | 1961/08  | Autoren: Joe Melson, Roy Orbison Produzent: Fred Foster | Monument       |
| 70          | 70          | 51          | Walk On By                                 | Dionne Warwick                       | 1964/04  | Autoren und Produzenten: Burt Bacharach, Hal David | Scepter        |
| 72          | 71          | 34          | Papa’s Got a Brand New Bag                 | James Brown                          | 1966/07  | Autor und Produzent: James Brown | King           |
| 71          | 72          | —           | California Girls                           | The Beach Boys                       | 1965/07  | Autoren: Brian Wilson, Mike Love Produzent: Brian Wilson | Capitol        |
| 74          | 73          | 12          | Superstition                               | Stevie Wonder                        | 1972/11  | Autor und Produzent: Stevie Wonder Produzenten: Malcolm Cecil, Robert Margouleff | Tamla          |
| 73          | 74          | 432         | Summertime Blues                           | Eddie Cochran                        | 1958/07  | Autoren: Eddie Cochran, Jerry Capehart Produzent: Jerry Capehart | Liberty        |
| 75          | 75          | 128         | Whole Lotta Love                           | Led Zeppelin                         | 1969/10  | Autoren: Willie Dixon, Led Zeppelin Produzent: Jimmy Page | Atlantic       |
| 76          | 76          | 7           | Strawberry Fields Forever                  | The Beatles                          | 1967/02  | Autoren: John Lennon, Paul McCartney Produzent: George Martin | Capitol        |
| 77          | 77          | —           | Mystery Train                              | Elvis Presley                        | 1955/09  | Autoren: Junior Parker, Sam Phillips Produzent: Sam Phillip | Sun            |
| 78          | 78          | —           | I Got You (I Feel Good)                    | James Brown                          | 1965/11  | Autor und Produzent: James Brown | King           |
| 79          | 79          | 230         | Mr. Tambourine Man                         | The Byrds                            | 1965/05  | Autor: Bob Dylan Produzent: Terry Melcher | Columbia       |
| 82          | 80          | 176         | You Really Got Me                          | The Kinks                            | 1964/09  | Autor: Ray Davies Produzent: Shel Talmy | Reprise        |
| 80          | 81          | 119         | I Heard It Through the Grapevine           | Marvin Gaye                          | 1968/10  | Autoren: Norman Whitfield, Barrett Strong Produzent: Norman Whitfield | Tamla          |
| 81          | 82          | 147         | Blueberry Hill                             | Fats Domino                          | 1956/10  | Autoren: Al Lewis, Larry Stock, Vincent Rose Produzent: Dave Bartholomew | Imperial       |
| 83          | 83          | —           | Norwegian Wood (This Bird Has Flown)       | The Beatles                          | 1965/12  | Autoren: John Lennon, Paul McCartney Produzent: George Martin | Capitol        |
| 84          | 84          | —           | Every Breath You Take                      | The Police                           | 1983/05  | Autor: Sting Produzent: Hugh Padgham | A&M            |
| 85          | 85          | 195         | Crazy                                      | Patsy Cline                          | 1961/10  | Autor: Willie Nelson Produzent: Owen Bradley | Decca          |
| 86          | 86          | 111         | Thunder Road                               | Bruce Springsteen                    | 1975/08  | Autor und Produzent: Bruce Springsteen Produzenten: Jon Landau, Mike Appel | Columbia       |
| 87          | 87          | 201         | Ring of Fire                               | Johnny Cash                          | 1963/05  | Autoren: June Carter, Merle Kilgore Produzent: Don Law | Columbia       |
| 88          | 88          | 43          | My Girl                                    | The Temptations                      | 1965/01  | Autoren und Produzenten: Smokey Robinson, Ronald White | Gordy          |
| 89          | 89          | 420         | California Dreamin’                        | The Mamas and the Papas              | 1965/12  | Autoren: Michelle Phillips, John Phillips Produzent: Lou Adler | Dunhill        |
| 90          | 90          | 170         | In the Still of the Night                  | The Five Satins                      | 1956/09  | Autor: Fred Parris Produzenten: The Five Satins | Standord       |
| 91          | 91          | 70          | Suspicious Minds                           | Elvis Presley                        | 1969/09  | Autor: Mark James Produzenten: Chips Moman, Felton Jarvis, Elvis Presley | RCA            |
| 92          | 92          | 64          | Blitzkrieg Bop                             | Ramones                              | 1976/05  | Autoren: The Ramones Produzent: Craig Leon | Sire           |
| 93          | 93          | 321         | I Still Haven’t Found What I’m Looking For | U2                                   | 1987/05  | Autor: Bono Produzenten: Daniel Lanois, Brian Eno | Island         |
| 94          | 94          | 92          | Good Golly, Miss Molly                     | Little Richard                       | 1958/02  | Autoren: Robert „Bumps“ Blackwell, John Marascalco Produzent: Robert „Bumps“ Blackwell | Specialty      |
| 95          | 95          | —           | Blue Suede Shoes                           | Carl Perkins                         | 1956/02  | Autor: Carl Perkins Produzent: Sam Phillips | Sun            |
| 96          | 96          | 242         | Great Balls of Fire                        | Jerry Lee Lewis                      | 1957/11  | Autoren: Otis Blackwell, Jack Hammer Produzent: Sam Phillips | Sun            |
| 97          | 97          | —           | Roll Over Beethoven                        | Chuck Berry                          | 1956/05  | Autor: Chuck Berry Produzenten: Leonard Chess, Phil Chess | Chess          |
| 98          | 98          | 274         | Love and Happiness                         | Al Green                             | 1972/06  | Autoren: Al Green, Mabon „Teenie“ Hodges Produzent: Willie Mitchell | Hi             |
| 99          | 99          | 227         | Fortunate Son                              | Creedence Clearwater Revival         | 1969/10  | Autor und Produzent: John Fogerty | Fantasy        |
| —           | 100         | 307         | Crazy                                      | Gnarls Barkley                       | 2006/05  | Autor und Produzent: Brian Burton aka Danger Mouse Autoren: Thomas Calloway, Gian Franco Reverberi, Gian Piero Reverberi                                                                                 | Downtown       |
| 100         | 101         | —           | You Can’t Always Get What You Want         | The Rolling Stones                   | 1969/07  | Autoren: Mick Jagger, Keith Richards Produzent: Jimmy Miller | London         |
| 189         | 191         | 99          | Stayin’ Alive                              | The Bee Gees                         | 1977/12  | Autoren: Barry Gibb, Maurice Gibb Produzenten: Albhy Galuten, Karl Richardson | RSO            |
| —           | —           | 97          | Gloria                                     | Patti Smith                          | 1976     | Autor: Van Morrison Produzent: John Cale | Arista         |
| —           | 172         | 96          | 99 Problems                                | Jay-Z                                | 2004/04  | Autoren: Shawn Carter, Frederick Rubin, Felix Pappalardi, John Ventura, Leslie Weinstein, Norman Landsberg, William Squier, Tracy Marrow, Alphonso Henderson, Bernard Freeman Produzent: Frederick Rubin | Roc-a-Fella    |
| —           | —           | 95          | Wonderwall                                 | Oasis                                | 1995/10  | Autor: Noel Gallagher Produzent: Noel Gallagher | Creation       |
| —           | —           | 94          | I Will Always Love You                     | Whitney Houston                      | 1992/11  | Autor: Dolly Parton Produzent: David Foster | Arista         |
| —           | 482         | 93          | Since U Been Gone                          | Kelly Clarkson                       | 2004/12  | Autoren: Martin Sandberg, Lukasz Gottwald Produzent: Max Martin | RCA            |
| —           | —           | 91          | Int’l Players Anthem (I Choose You)        | UGK feat. OutKast                    | 2007     | Autoren: Chad Butler, Bernard Freeman, Jordan Houston Produzent: Juicy J, DJ Paul | Jive           |
| —           | —           | 90          | (You Make Me Feel Like) A Natural Woman    | Aretha Franklin                      | 1967/09  | Autoren: Gerry Goffin, Carole King, Jerry Wexler | Atlantic       |
| 196         | 198         | 88          | Sweet Child o’ Mine                        | Guns N’ Roses                        | 1988     | Autoren: Guns N’ Roses Produzent: Mike Clink | Geffen         |
| —           | —           | 87          | All My Friends                             | LCD Soundsystem                      | 2007     | Autoren: James Murphy, Patrick Mahoney, Douglas Tyler Pope Produzent: Erol Alkan | DFA            |
| 424         | 433         | 86          | Tumbling Dice                              | The Rolling Stones                   | 1972/05  | Autoren: Mick Jagger, Keith Richards Produzent: Jimmy Miller | Rolling Stones |
| 461         | 464         | 85          | Kiss                                       | Prince                               | 1986/02  | Autoren: Prince, David Z. Rivkin Produzent: Prince | Warner         |
| 185         | 187         | 83          | Desolation Row                             | Bob Dylan                            | 1965/08  | Autoren: Bob Dylan Produzent:Bob Johnston | Columbia       |
| —           | —           | 82          | Rolling in the Deep                        | Adele                                | 2010/11  | Autoren: Adele, Paul Epworth Produzent: Paul Epworth | XL             |
| 159         | 161         | 81          | I’m Waiting for the Man                    | The Velvet Underground               | 1973/03  | Autoren: Lou Reed | MGM            |
| —           | —           | 79          | Back to Black                              | Amy Winehouse                        | 2006/10  | Autoren: Amy Winehouse, Mark Ronson Produzent: Mark Ronson | Island         |
| 206         | 209         | 78          | Reach Out (I’ll Be There)                  | The Four Tops                        | 1966     | Autoren: Holland–Dozier–Holland Produzent: Holland & Dozier | Motown         |
| 269         | 274         | 77          | Roadrunner                                 | The Modern Lovers                    | 1976     | Autor: Jonathan Richman Produzent: John Cale | Beserkley      |
| —           | —           | 75          | Common People                              | Pulp                                 | 1995     | Autoren: Jarvis Cocker, Nick Banks, Candida Doyle, Russell Senior, Steve Mackey Produzent: Chris Thomas                                                                                                  | Beserkley      |
| —           | —           | 74          | Hallelujah                                 | Leonard Cohen                        | 1984/12  | Autor: Leonard Cohen Produzent: John Lissauer | Columbia       |
| —           | —           | 73          | Formation                                  | Beyoncé                              | 2016     | Autoren: Khalif Brown, Michael L. Williams II, Beyoncé, Asheton Hogan Produzent: Mike Will Made It | Columbia       |
| 165         | 167         | 71          | Fast Car                                   | Tracy Chapman                        | 1988     | Autor: Tracy Chapman Produzent: David Kershenbaum | Elektra        |
| —           | —           | 69          | All Too Well                               | Taylor Swift                         | 2012/10  | Autoren: Taylor Swift, Liz Rose Produzenten: Taylor Swift, Nathan Chapman | Big Machine    |
| 224         | 229         | 68          | Good Times                                 | Chic                                 | 1979     | Autoren: Nile Rodgers, Bernard Edwards Produzenten: Nile Rodgers, Bernard Edwards | Atlantic       |
| —           | —           | 65          | September                                  | Earth, Wind and Fire                 | 1978     | Autoren: Maurice White, Al McKay, Allee Willis Produzent: Maurice White | CBS            |
| 217         | 219         | 63          | Jolene                                     | Dolly Parton                         | 1973/10  | Autoren: Dolly Parton Produzent: Bob Ferguson | RCA            |
| —           | —           | 60          | Running Up That Hill                       | Kate Bush                            | 1985/08  | Autoren: Kate Bush Produzent: Kate Bush | EMI            |
| 138         | 139         | 57          | Family Affair                              | Sly and the Family Stone             | 1971     | Autoren: Sylvester Stewart Produzent: Sly Stone | Epic           |
| —           | —           | 56          | Work It                                    | Missy Elliott                        | 2002/09  | Autoren: Missy Elliott, Timothy Mosley Produzenten: Missy Elliott, Timbaland | Elektra        |
| 300         | 306         | 55          | Like a Prayer                              | Madonna                              | 1989/02  | Autoren: Madonna, Patrick Leonard Produzenten: Madonna, Patrick Leonard | Sire           |
| 411         | 418         | 52          | I Feel Love                                | Donna Summer                         | 1976     | Autoren: Donna Summer, Giorgio Moroder, Pete Bellotte Produzenten: Giorgio Moroder, Pete Bellotte | Casablanca     |
| —           | —           | 50          | Gasolina                                   | Daddy Yankee feat. Glory             | 2005     | Autoren: Raymond Ayala, Eddie Davila | Machete        |
| —           | —           | 49          | Doo Wop (That Thing)                       | Lauryn Hill                          | 1998/06  | Autoren: Lauryn Hill Produzent: Lauryn Hill | Columbia       |
| —           | —           | 48          | Idioteque                                  | Radiohead                            | 2000     | Autoren: Radiohead | EMI            |
| 387         | 397         | 47          | Tiny Dancer                                | Elton John                           | 1971/11  | Autoren: Bernie Taupin, Elton John Produzent: Gus Dudgeon | UNI Records    |
| —           | 236         | 46          | Paper Planes                               | M.I.A.                               | 2007/08  | Autoren: Diplo, M. I. A., Joe Strummer, Mick Jones, Paul Simonon, Topper Headon Produzent: Diplo | XL             |
| —           | —           | 45          | Alright                                    | Kendrick Lamar                       | 2015/06  | Autoren: Pharrell Williams, Sounwave | Polydor        |
| 179         | 181         | 41          | Love Will Tear Us Apart                    | Joy Division                         | 1980/04  | Autoren: Bernard Sumner, Peter Hook, Stephen Morris, Ian Curtis Produzent: Martin Hannett | Factory        |
| —           | —           | 39          | B.O.B.                                     | Outkast                              | 2000/09  | Autoren: André Benjamin, Antwan Patton, David Sheats Produzent: Earthtone III | LaFace         |
| —           | 286         | 36          | Seven Nation Army                          | The White Stripes                    | 2003/03  | Autoren: Jack White Produzent: Jack White | Third Man      |
| —           | 424         | 32          | Juicy                                      | Notorious B.I.G.                     | 1994/08  | Autoren: Christopher Wallace, Sean Combs, Peter Philips, Jean-Claude Olivier Produzenten: Sean Combs, Jean-Claude Olivier                                                                                | Arista         |
| —           | —           | 30          | Royals                                     | Lorde                                | 2013/06  | Autoren: Ella Marija Lani Yelich-O’Connor, Joel Little | Universal      |
| 419         | 427         | 29          | Nuthin’ but a ‘G’ Thang                    | Dr. Dre feat. Snoop Doggy Dogg       | 1992/11  | Autoren: Calvin Broadus, Dr. Dre Produzent: Dr. Dre | Death Row      |
| —           | —           | 28          | Once in a Lifetime                         | Talking Heads                        | 1980/10  | Autoren: David Byrne, Brian Eno, Chris Frantz, Jerry Harrison und Tina Weymouth Produzent: Brian Eno | Sire           |
| —           | —           | 26          | A Case of You                              | Joni Mitchell                        | 1971/06  | Autoren: Joni Mitchell Produzent: Joni Mitchell | Reprise        |
| —           | —           | 25          | Runaway                                    | Kanye West feat. Pusha T             | 2010/11  | Autoren: Emile Haynie, Jeff Bhasker, Kanye West, Malik Jones, Mike Dean, Roger Branch, Terrence Thornton Produzent: Kanye West                                                                           | Roc-A-Fella    |
| —           | —           | 21          | Strange Fruit                              | Billie Holiday                       | 1939/04  | Autoren: Abel Meeropol | Commodore      |
| —           | —           | 20          | Dancing on My Own                          | Robyn                                | 2010/06  | Autoren: Robyn, Patrik Berger Produzent: Patrik Berger | Konichiwa      |
| 143         | 144         | 18          | Purple Rain                                | Prince                               | 1984/06  | Autor: Prince Produzent: Prince | Warner         |
| 163         | 166         | 17          | Bohemian Rhapsody                          | Queen                                | 1975/10  | Autor: Freddie Mercury | EMI            |
| —           | 118         | 16          | Crazy in Love                              | Beyoncé feat. Jay-Z                  | 2003/05  | Autoren: Beyoncé Knowles, Rich Harrison, Eugene Record, Shawn Carter Produzent: Rich Harrison | Columbia       |
| 180         | 182         | 10          | Hey Ya!                                    | Outkast                              | 2003     | Autor: André Benjamin Produzent: André 3000 | Arista         |
| —           | —           | 9           | Dreams                                     | Fleetwood Mac                        | 1977/03  | Autoren: Stevie Nicks Produzent: Ken Caillat | Warner Bros.   |
| —           | 466         | 8           | Get Ur Freak On                            | Missy Elliot                         | 2000     | Autoren: Missy Elliot, Timothy Mosley Produzent: Timbaland | Elektra        |
| 322         | 330         | 2           | Fight the Power                            | Public Enemy                         | 1989/07  | Autoren: Carlton Ridenhour, Eric Sadler, Hank Boxley, Keith Boxley Produzenten: Hank Shocklee, Eric Sadler, Carl Ryder                                                                                   | Motown         |

## Die am häufigsten vertretenen Interpreten
| Interpret              | 2004 | 2010 | 2021 |
| ---------------------- | ---- | ---- | ---- |
| The Beatles            | 23   | 23   | 12   |
| The Rolling Stones     | 14   | 14   | 7    |
| Bob Dylan              | 12   | 13   | 7    |
| Elvis Presley          | 11   | 11   | 3    |
| The Beach Boys         | 7    | 7    | 2    |
| Jimi Hendrix           | 7    | 7    | 3    |
| Chuck Berry            | 6    | 6    | 2    |
| James Brown            | 6    | 6    | 3    |
| Led Zeppelin           | 6    | 6    | 3    |
| Prince                 | 6    | 6    | 6    |
| Sly & the Family Stone | 6    | 6    | 2    |
| U2                     | 6    | 8    | 3    |
| Elton John             | 5    | 5    | 4    |
| The Clash              | 5    | 5    | 2    |
| Buddy Holly            | 5    | 5    | 2    |
| The Drifters           | 5    | 5    | 1    |
| Little Richard         | 5    | 4    | 2    |
| Ray Charles            | 5    | 5    | 2    |
| The Who                | 5    | 5    | 3    |
| Marvin Gaye            | 4    | 4    | 4    |
| Bob Marley             | 4    | 4    | 4    |
| Bruce Springsteen      | 3    | 4    | 5    |